# Derawarfort

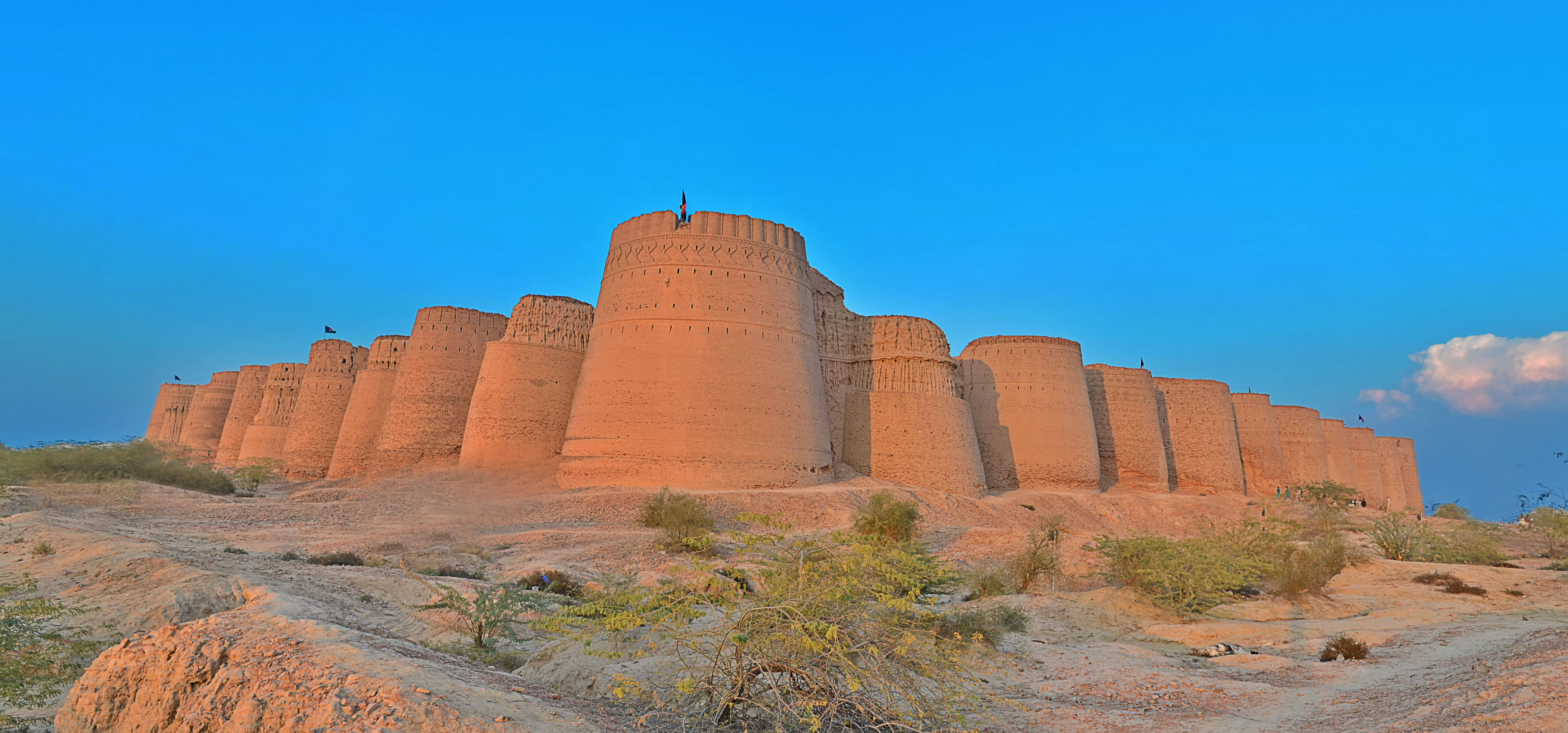
Het Derawarfort

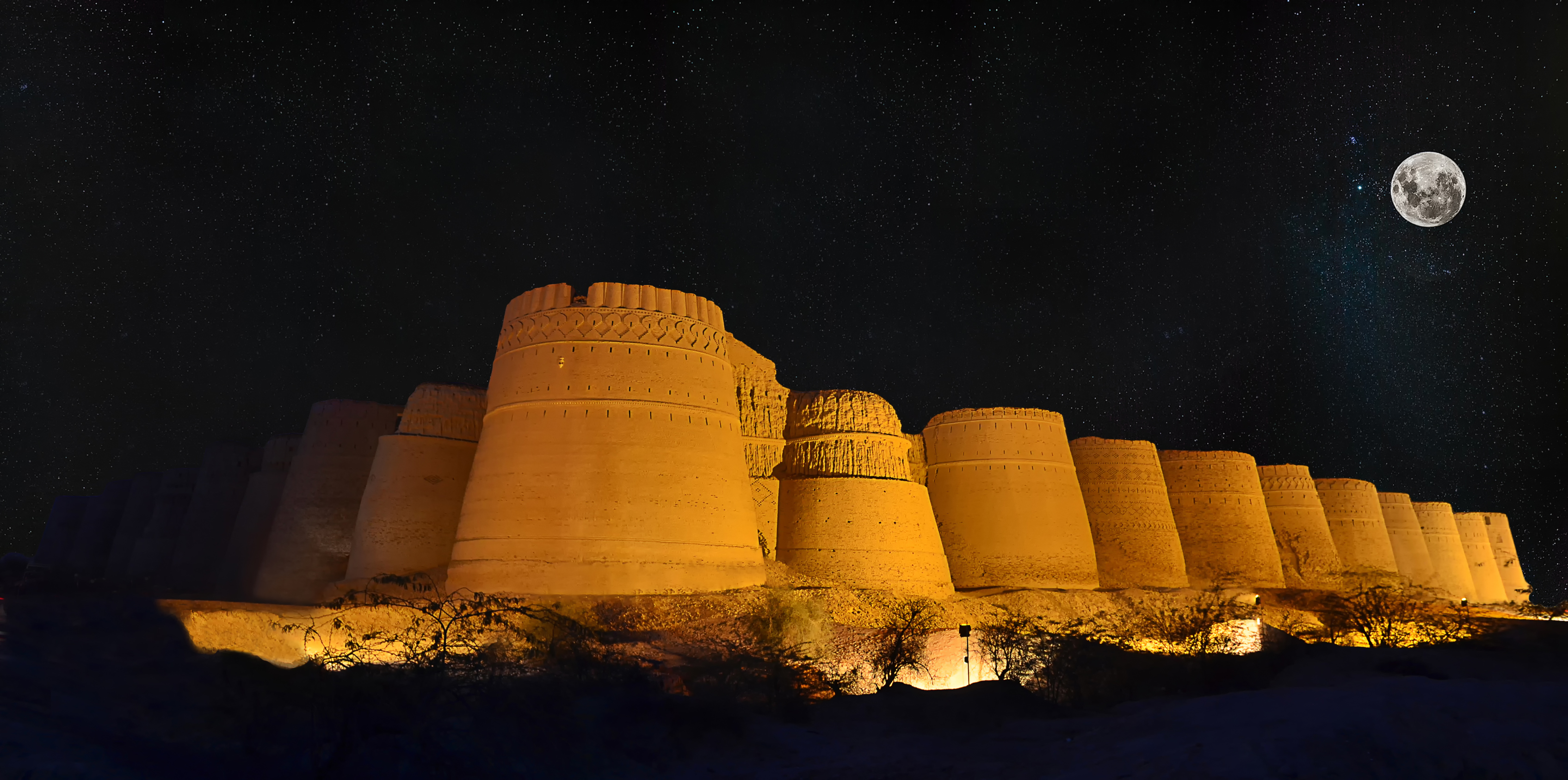
Het fort bij nacht

Het Derawarfort ligt in de Cholistanwoestijn, in de buurt van de stad Bahawalpur in de Pakistaanse provincie Punjab. Het is een grote vierkante vesting met een omtrek van 1500 meter, veertig bastions en muren tot dertig meter hoog. Binnen de muren staat een hindoeïstische tempel en een moskee. De vesting is in de loop der jaren vervallen tot een ruïne.